# RD-100

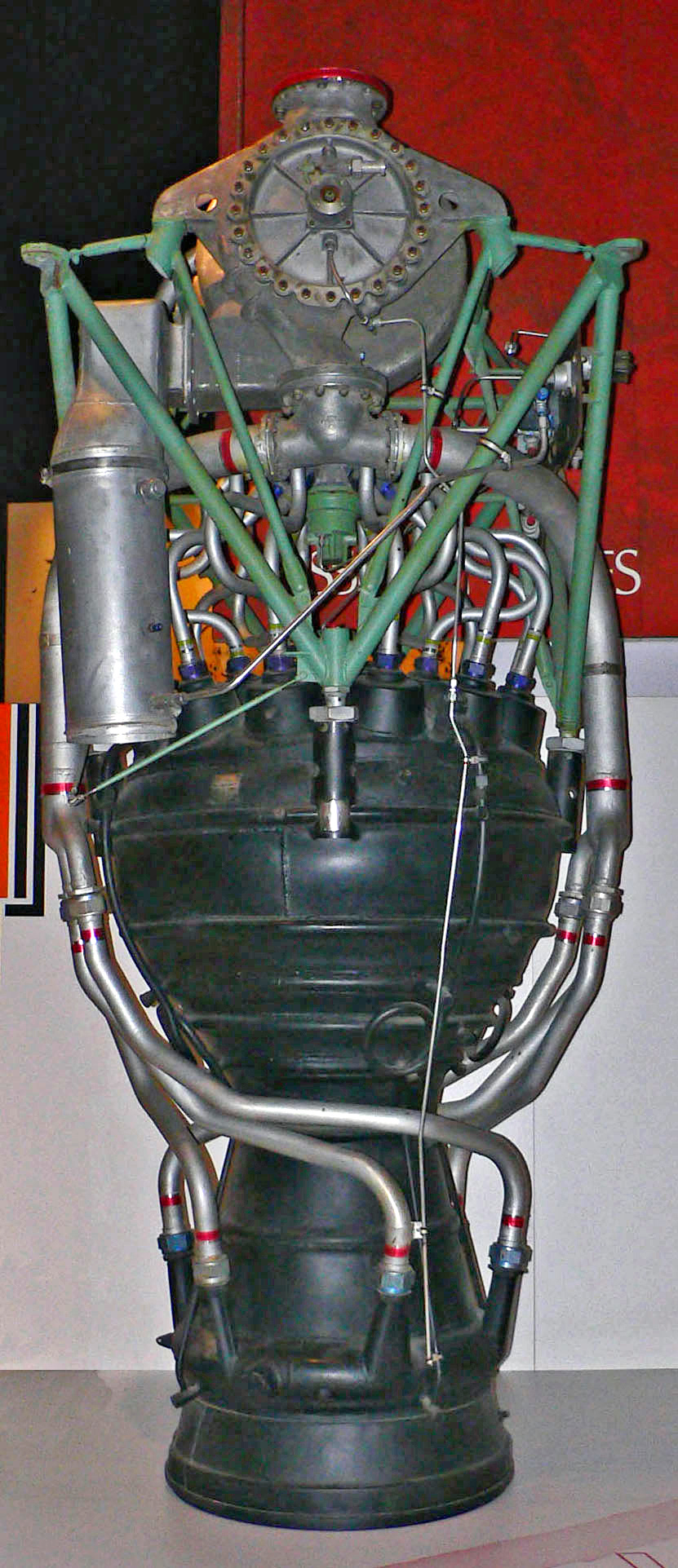
Un motor de la V-2, base para el desarrollo es prácticamente idéntico al RD-100.

RD-100 (en ruso: РД-100, Ракетный Двигатель 100; trasl. Raketnyy Dvigatel 100), fue la designación atribuida al primer motor de cohete moderno fabricado en serie en la Unión Soviética, siendo en verdad una versión mejorada del motor del cohete V-2 alemán. Se usó para equipar el misil R-1.

## Historia
El responsable del desarrollo de este  motor fue Valentín Glushkó, debidamente asesorado por un equipo de técnicos alemanes. Reproducir con los recursos limitados disponibles en la Unión Soviética los requisitos industriales necesarios para la fabricación de algo tan sofisticado supuso todo un reto. Como no había equipamiento, todo debió ser hecho desde cero.
El proyecto fue iniciado en 1946. A mediados de 1947, el primer RD-100 estaba listo. La primera prueba fue efectuada en mayo de 1948. El misil R-1 equipado con ese motor entró en servicio regular en 1950.

## Características
Estas son la principales características del motor RD-100:
- Peso líquido: 885 kg
- Altura: 3,70 m
- Diámetro: 1,65 m
- Empuje: 304,00 kN
- Impulso específico: 237 s
- Impulso específico al nivel del mar: 203 s
- Tiempo de funcionamiento: 65 s

Contrariamente a lo que muchos imaginan, este motor no fue una versión "simplificada" del motor original del misil V2 alemán. En verdad, el diseño del motor alemán se "congeló" para entrar en producción, en 1942, no sufriendo mejoras desde entonces. El RD-100 por lo tanto, fue una versión optimizada de aquel, principalmente en lo que concierne al sistema de injeccion de combustible en la cámara de combustión, lo que puede ser constatado en la tabla siguiente:
| Parámetro                                   | A-4 plantilla 39      | RD-100               |
| ------------------------------------------- | --------------------- | -------------------- |
| Consumo de Alcohol (kg/s)                   | 58                    | 57,8                 |
| Consumo de Oxígeno (kg/s)                   | 72                    | 74                   |
| Presión de combustible:                     |                       |                      |
| - Alcohol en la Cámara de Combustión (MPa)  | 1,93                  | 2,02                 |
| - Oxígeno en la Cámara de Combustión (MPa)  | 1,93                  | 2,04                 |
| Presión en la Cámara de Combustión (MPa)    | 1,48                  | 1,62                 |
| Temperatura en la Cámara de Combustión (°C) | 2.000                 | 2.300                |
| Velocidad de Expulsión (m/s)                | 2.000                 | 2.130                |
| Empuje (kN)                                 | 257                   | 267                  |
|                                             | (a 1,8 km de altitud) | (al nivel del suelo) |

## Imágenes
- Un RD-100 en exposición en el museo de Son Petersburgo
- Close del sistema de alimentación del RD-100
- Dos visiones del (enlace roto disponible en Internet Archive; véase el historial, la primera versión y la última). RD-100[conexión inactiva]